# Nonstop (gruppo musicale)
Le Nonstop sono state un girl group portoghese attivo dal 2001 al 2006 e formato da Andrea Soares, Kátia Moreira, Liliana Almeida, Ana Rita Reis e Fátima Sousa.
Hanno rappresentato il Portogallo all'Eurovision Song Contest 2006 con il brano Coisas de nada.

## Carriera
Le Nonstop sono state create attraverso il talent show Popstars, mirato alla creazione di un girl group portoghese tutto al femminile. Più di 200 aspiranti hanno preso parte alle audizioni, e nella finale del programma del 4 aprile 2001 sono state annunciate le cinque vincitrici: Andrea, Kátia, Liliana, Ana Rita e Fátima. Il loro album di debutto eponimo è uscito il successivo 16 luglio.
L'11 marzo 2006 hanno preso parte al Festival da Canção, la selezione del rappresentante portoghese per l'Eurovision, cantando Coisas de nada e venendo incoronate vincitrici dopo aver vinto il voto della giuria ed essere arrivate seconde nel televoto, totalizzando 22 punti. Nella semifinale dell'Eurovision Song Contest 2006, che si è tenuta il successivo 18 maggio ad Atene, si sono piazzate al 19º posto su 23 partecipanti con 26 punti totalizzati, non riuscendo a qualificarsi per la finale. Sono risultate le più televotate dal pubblico ad Andorra.

## Discografia

### Album
- 2001 - Nonstop
- 2004 - Tudo vai mudar

### Singoli
- 2001 - Ao limite eu vou
- 2001 - Basta um sorriso
- 2002 - Não há nada em mim
- 2004 - Tudo vai mudar
- 2004 - Playback
- 2005 - Assim como és
- 2006 - Coisas de nada